# Аль-Масад
Аль-Масад (араб. المسد — Пальмовые волокна) — сто одиннадцатая сура Корана. Сура мекканская. Ниспослана между сурами Аль-Фатиха  и Ат-Таквир. Состоит из 5 аятов.

## Содержание
Сура начинается сообщением о гибели Абу Лахаба и о том, что ничто не спасет его от гибели: ни богатство, ни высокое положение, ни что-либо другое. В суре содержится угроза Абу Лахабу, что он в будущей жизни будет ввергнут в пылающий огонь, где он будет гореть. Жена Абу Лахаба, Умм Джамиль, будет в Аду носить дрова.

 Да пропадут пропадом руки Абу Лахаба, и сам он пропал. ۝ Не спасло его богатство и то, что он приобрёл (положение в обществе и дети). ۝ Он попадёт в пламенный Огонь. ۝ Жена его будет носить дрова, ۝ а на шее у неё будет плетёная верёвка из пальмовых волокон. 
—  111:1—5 (Кулиев)